# Jade Dynasty
Pour plus de détails, voir Fiche technique et Distribution.
Jade Dynasty (诛仙 I, Zhu xian I, litt. « Dynastie de jade 1 ») est un film fantastique chinois réalisé par Ching Siu-tung et sorti en 2019. C'est une adaptation de la nouvelle éponyme (en) de Xiao Ding,.
Il est premier au box-office chinois de 2019 lors de sa première semaine d'exploitation.

## Synopsis
Zhang Xiaofan (Xiao Zhan), un villageois au cœur pur, est plongé dans un monde de chaos après le massacre de son village, puis devient disciple de la secte Qingyun. Il apprend les arts martiaux auprès de trois maîtres et devient un maître du royaume mythique tout en faisant l'expérience d'une relation compliquée avec deux belles filles, Lu Xueqi (Li Qin) et Bi Yao (Meng Meiqi).

## Fiche technique
- Titre original : 诛仙 I
- Titre international : Jade Dynasty
- Réalisation : Ching Siu-tung
- Scénario : Shen Jie
- Montage : Angie Lam
- Musique : Teddy Robin et Wan Pin-chu
- Société de production et de distribution : New Classics Media (en)
- Pays d’origine :  Chine
- Langues originales : mandarin
- Format : couleur
- Genres : fantastique
- Durée : 101 minutes
- Dates de sortie :
  -  Chine : 13 septembre 2019
  -  Singapour : 19 septembre 2019
  -  Viêt Nam : 20 septembre 2019

## Distribution
- Xiao Zhan : Zhang Xiaofan
- Li Qin : Lu Xueqi
- Meng Meiqi : Bi Yao
- Tang Yixin (en) : Tian Ling'er
- Qiu Xinzhi : Tian Buyi
- Cecilia Yip : Maître Shuiyue
- David Chiang : Révérend Daoxuan
- Norman Chui : Révérend Cangsong
- Bryan Leung : Zeng Shuqiang
- Bao Xiaosong : Shang Zhengliang
- Chen Liwei : Révérend Tianyun
- Li Shen : Lin Jingyu